# Astragalus traskiae
Astragalus traskiae är en ärtväxtart som beskrevs av Alice Eastwood. Astragalus traskiae ingår i släktet vedlar, och familjen ärtväxter. Inga underarter finns listade i Catalogue of Life.